# Bob Crowley
Bob Crowley (Cork, 10 giugno 1952) è uno scenografo e costumista irlandese.

## Biografia
Fratello del regista John Crowley, Bob Crowley ha studiato al Bristol Old Vic prima di cominciare un lungo e proficuo sodalizio con il Royal National Theatre, per cui ha disegnato e progettato oltre venti allestimenti. Frequente collaboratore della Royal Shakespeare Company, è noto soprattutto per le sue collaborazioni con il regista Nicholas Hytner, andate in scena a Londra, Broadway e acclamate tournée internazionali.
Ha curato gli allestimenti anche di alcune opere liriche, tra cui La traviata alla Royal Opera House ed Il flauto magico per l'English National Opera. Nel corso della sua carriera a Broadway è stato candidato a ventuno Tony Award, vincendone sette per le migliori scenografie: Carousel (1994), Aida (2000), Gli studenti di storia (2006), Mary Poppins (2007), The Coast of Utopia (2007), Once (2012) e An American in Paris (2015). È inoltre vincitore di due Laurence Olivier Award, di un Evening Standard Theatre Awards e di tre Drama Desk Award.